# Hruševec Kupljenski
Hruševec Kupljenski is een plaats in de gemeente Zaprešić in de Kroatische provincie Zagreb. De plaats telt 453 inwoners (2001).